# Obří kolo v Paříži (1900)

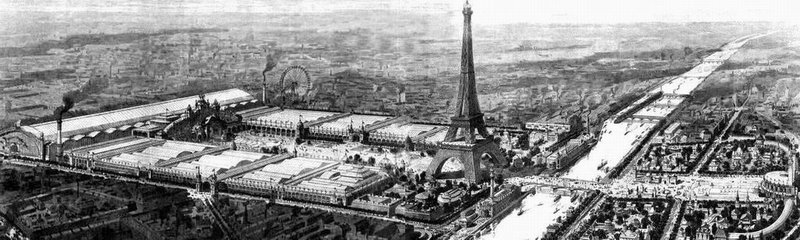
Pohled na výstaviště s Eiffelovou věží, pavilony a obřím kolem za nimi

Obří kolo v Paříži (francouzsky Grande Roue de Paris) byla atrakce postavená v Paříži v roce 1900 u příležitosti světové výstavy na Avenue de Suffren. Kolo mělo průměr 96 metrů a jeho autorem byl anglický inženýr Walter Basset. Bylo demontováno roku 1920-1922.
V roce 2000 bylo obří kolo postaveno na Place de la Concorde u vstupu do Tuilerijské zahrady.